# Too Drunk to Fuck
Too Drunk to Fuck – czwarty singel zespołu Dead Kennedys wydany w maju 1981 roku przez wydawnictwo Cherry Red. Na stronie B znalazł się utwór „The Prey”. Oba utwory są dostępne na unikatowym albumie Give Me Convenience or Give Me Death z 1987. Singel osiągnął 31 miejsce na UK Singles Chart, jednak nie był rozpowszechniany w niektórych sklepach muzycznych ze względu na swój prowokacyjny tytuł. Too Drunk To Fuck był pierwszym singlem na liście 40 najlepszych utworów w Wielkiej Brytanii (UK Top 40) zawierający słowo „fuck” w tytule. Singla nie można było również emitować w BBC Radio 1 airplay.
Piosenka składa się z „ciężkich” riffów z pogranicza surf rocka/garage rocka Easta Bay Raya i satyrycznego tekstu Jello Biafra w którym zarysowuje obraz ostrej, skandalizującej, kretyńskiej zabawy. Motyw ten został wykorzystany w 2003 w 8 odcinku serialu telewizyjnego Anioł – Destiny w scenie ze Spikiem.

## Lista utworów
1. Too Drunk to Fuck
2. The Prey

## Skład
- Jello Biafra – wokal
- East Bay Ray – gitara
- Klaus Flouride – gitara basowa
- D.H. Peligro – perkusja